# Bosley Crowther
Francis Bosley Crowther Jr. (* 13. Juli 1905 in Lutherville, Maryland; † 7. März 1981 in Mount Kisco, New York) war ein US-amerikanischer Filmkritiker und Journalist.

## Leben
Francis Bosley Crowther Jr. wurde in Maryland geboren, wuchs allerdings in Winston-Salem, North Carolina auf, wo er bereits als Jugendlicher die Nachbarschaftszeitung The Evening Star herausgab. Anschließend zog seine Familie nach Washington, D.C., wo er 1922 an der Western High School seinen Schulabschluss machte. Nach zwei weiteren Jahren an der Woodberry Forest School in Orange, Virginia, begann er ein Studium an der Princeton University, das er mit dem Hauptfach Geschichte abschloss. Nach seinem Studium wurde ihm von Arthur Hays Sulzberger, dem Verleger der New York Times, ein Angebot unterbreitet, als Journalist für 30 US-Dollar pro Woche zu arbeiten. Crowther lehnte vorerst in der Hoffnung ab, woanders mehr Geld zu verdienen. Da aber andere Angebote selten mehr als die Hälfte des Verdienstes versprachen, nahm er es dennoch an und wurde der erste Nachtclubreporter der New York Times. Der Theaterkritiker Brooks Atkinson bat ihn einige Zeit später, dem Kulturteil beizutreten, woraufhin Crowther über fünf Jahre lang Theaterkritiken für die New York Times schrieb.
Ab 1938 arbeitete Crowther für den Filmbereich, und nachdem Frank S. Nugent von Hollywood als Drehbuchautor abgeworben worden war, übernahm er bis 1967 die Leitung der Abteilung. Nachdem er von seinem Posten zurückgetreten war, blieb er weiter der Zeitung erhalten und arbeitete nebenbei als Berater für Filmentwicklung bei Columbia Pictures.
Crowther war mit Florence Marks, einer Mitarbeiterin der New York Times, die er am 20. Januar 1933 ehelichte, verheiratet. Crowther verstarb am 7. März 1981 an den Folgen eines Herzinfarkts.

## Ansichten
Bosley Crowther galt lange als einer der einflussreichsten Filmkritiker seines Landes und half dabei, die Karrieren vieler bedeutender Filmemacher aufzubauen. Sein besonderes Anliegen war es, dem amerikanischen Filmpublikum – das hauptsächlich heimische Filme schaute – das internationale Kino vorzustellen. So brachte er Regisseure wie Roberto Rossellini, Vittorio De Sica, Ingmar Bergman und Federico Fellini auch in den USA ins Gespräch. Bei Filmen, die er nicht mochte, neigte Crowther zu beißendem Spott. Über Jahrzehnte war beispielsweise Joan Crawford eine beliebte Zielscheibe von ihm, deren Darstellungen regelmäßig von ihm verrissen wurden.
Crowther war ein ausgesprochener Gegner der Verfolgung von linken Filmschaffenden während der McCarthy-Ära. Er sprach sich ebenfalls gegen die amerikanische Filmzensur des Hays Codes aus. Wichtig waren ihm vor allem Filme, die ein soziales und gesellschaftliches Bewusstsein ausdrückten, weshalb ihm jüngere Kritiker manchmal einen moralisierenden Blick auf Filme bescheinigten. Deutlich wurde dieser Konflikt gegen Ende seiner Zeit bei der New York Times durch seine Kritik des Films Bonnie und Clyde (1967), einem der Gründungsfilme des New Hollywoods. Während andere, meist jüngere Kritiker den Film feierten, positionierte Crowther sich als Gegner der seiner Ansicht nach sinnlosen Brutalität des Films.

## Veröffentlichungen
- Frank Eugene Beaver: Bosley Crowther: Social Critic of the Film, 1940–1967. Ayer Publishing, 1974.
- Beverly M. Kellye: Reelpolitik II: Political Ideologies in ’50s and ’60s Films. Rowman & Littlefield, 2004.
- The Lion’s Share: The Story of an Entertainment Empire. Ams Press, 1957.
- The Great Films: Fifty Golden Years of Motion Pictures. Putnam, New York 1971.